# 긴테쓰탄바바시역
긴테쓰탄바바시역(일본어: 近鉄丹波橋駅)은 일본 교토부 교토시 후시미구에 위치한 긴키 닛폰 철도 교토 선의 철도역이다. 역 번호는 B 07이며, 상대식 승강장 2면 2선의 구조를 갖춘 지상역이다.

## 타는 곳
| 1 | B 교토 선 | 하행 | B 야마토사이다이지 · 야마토야기 · 가시하라진구마에 방면 A 나라 방면 H 덴리 방면 |
| 2 | B 교토 선 | 상행 | B 다케다 · 교토 · 교토 국제회관 방면                                            |

## 이용 현황
- 2005년 11월 8일 : 52,365명
- 2008년 11월 18일 : 51,136명
- 2010년 11월 9일 : 47,904명
- 2012년 11월 13일 : 46,534명
- 2015년 11월 10일 : 46,795명

## 역 주변
- 후시미모모야마 성
- 간무 천황 릉
- 교토 리빙 FM

## 인접 역
| 긴키 닛폰 철도 B 교토 선 | 긴키 닛폰 철도 B 교토 선 | 긴키 닛폰 철도 B 교토 선                   |
| ------------------------ | ------------------------ | ------------------------------------------ |
| B05 K15 다케다 교토 방면 | ■ 급행                   | 모모야마고료마에 B08 야마토사이다이지 방면 |
| B05 다케다 교토 방면     | ■ 준급                   | 모모야마고료마에 B08 야마토사이다이지 방면 |
| B06 후시미 교토 방면     | ■ 보통                   | 모모야마고료마에 B08 야마토사이다이지 방면 |